# 諸羅縣志
諸羅縣志是清朝諸羅縣的方，於康熙五十六年（1717年）完成，由諸羅縣知縣周鍾瑄負責主修，陳夢林、李欽文編纂。為臺灣第一本「縣志」。全書共有十二卷，附卷首一卷。

## 沿革
諸羅縣志的主修者為知縣周鍾瑄，而實際編纂者為漳浦縣監生陳夢林、鳳山縣學廩生李欽文與諸羅縣歲貢生林中桂。該書大約在康熙五十五年（1716年）五月開始編纂，於康熙五十六年（1717年）二月完稿，同年四月完成梓板，然而刊行時間受朱一貴事件影響，延至雍正二年（1724年）。
該書修志緣由是周鍾瑄見《臺灣府志》（高志）中對於諸羅縣的記載不夠詳實，遂呈文請修邑志。該書除參考《臺灣府志》之外，亦有參酌沈光文《雜記》、陳小厓《外記》等前人著作。

## 版本
- 康熙五十六年原刻本：於北京大學圖書館、北京師範大學圖書館、上海圖書館、中國科學院南京地理研究所圖書館、北京圖書館、日本內閣文庫（英语：内閣文庫）；另外為在臺灣的國立中央圖書館收有日本內閣文庫傳抄本、嘉義人張筱綠「摘抄本」、臨時臺灣舊慣調查會據張氏摘抄本傳抄者[1]。
- 排印本：
  - 《臺灣全誌》本（鈴村讓，1922年）
  - 《臺灣研究叢刊》本（1958年）
  - 《臺灣文獻叢刊》本（1962年）
  - 《臺灣方志彙編》本（1968年）
- 合校本：《清代臺灣方志彙刊》（文建會、遠流），以日本內閣文庫藏本為底，另以臺灣文獻叢刊本為輔[1]。

## 評價
陳夢林在文中自敘事必躬親，特別是地圖的描繪，一定是盡量接近現狀，力圖做到「假而千秋百世，陵谷依然」。諸羅知縣周鐘瑄1714年北巡至雞籠、淡水登八里坌山，並在1715年命名天妃廟為靈山宮，親身前來足見其可信度。